# Pittsburghs sexdagars
Pittsburghs sexdagars var ett amerikanskt sexdagarslopp i bancykling vars första upplaga hölls i Pittsburgh 1908, varefter det dröjde till 1932 innan loppet återuppstod och arrangerades sedan ytterligare sju gånger till och med 1940.

## Podieplaceringar
| Säsong         | Vinnare                                       | Tvåa                                    | Trea                                             |
| 1908           | Willy Fenn Frank Kramer                       | Iver Lawson Eddy Root                   | Walter Bardgett Frank Galvin                     |
| 1909- 1933     | ej avhållet                                   |                                         |                                                  |
| 1933/1934 mar. | Jules Audy William Peden                      | Frank Bartell Piet van Kempen           | Anthony Beckman Reginald McNamara                |
| 1934/1935 sep. | Henri Lepage Jimmy Walthour                   | Gustav Kilian Heinz Vopel               | Sydney Cozens William Peden                      |
| 1934/1935 apr. | Albert Crossley Jimmy Walthour Charles Winter | James Corcoran Jack McCoy Henri O'Brien | Reginald Fielding Fred Ottevaire Piet van Kempen |
| 1935/1936 okt. | Gustav Kilian Heinz Vopel                     | Albert Crossley Charles Winter          | Henri Lepage William Peden                       |
| 1936/1937 apr. | Jules Audy Heinz Vopel                        | Doug Peden William Peden                | Laurent Gadou Gustav Kilian                      |
| 1937/1938 apr. | Albert Crossley Jimmy Walthour                | Fred Ottevaire Cecil Yates              | Jules Audy Ernst Bühler                          |
| 1938/1939      | ej avhållet                                   |                                         |                                                  |
| 1939/1940 apr. | Robert Thomas Jimmy Walthour                  | Douglas Peden William Peden             | Jules Audy Heinz Vopel                           |